# Suarez Nunatak
Suarez Nunatak är en nunatak i Antarktis. Den ligger i Östantarktis. Argentina och Storbritannien gör anspråk på området. Toppen på Suarez Nunatak är 830 meter över havet, eller 345 meter över den omgivande terrängen. Bredden vid basen är 3,3 km.
Terrängen runt Suarez Nunatak är kuperad västerut, men österut är den platt. Trakten är obefolkad. Det finns inga samhällen i närheten. 